# Östergötlands runinskrifter 105

Ög 105, är en runsten på Kärna kyrkogård i Malmslätt, Linköpings kommun. Stenen står till höger om ingången. Texten återges i:

Translitterering av runraden:
þurstin : risti : stin : iftiʀ : uista : faþur sin : buta : nutan : aʀ : uaʀ : han : sun : kisa :
Normalisering till runsvenska:
Þorstæinn ræisti stæin æftiʀ Viseta, faður sinn, bonda nytan, eʀ vaʀ hann sunn Gisa.
Översättning till nusvenska:
Torsten reste stenen efter Viste, sin fader, en duktig bonde, som var son till Gise

## Bilder

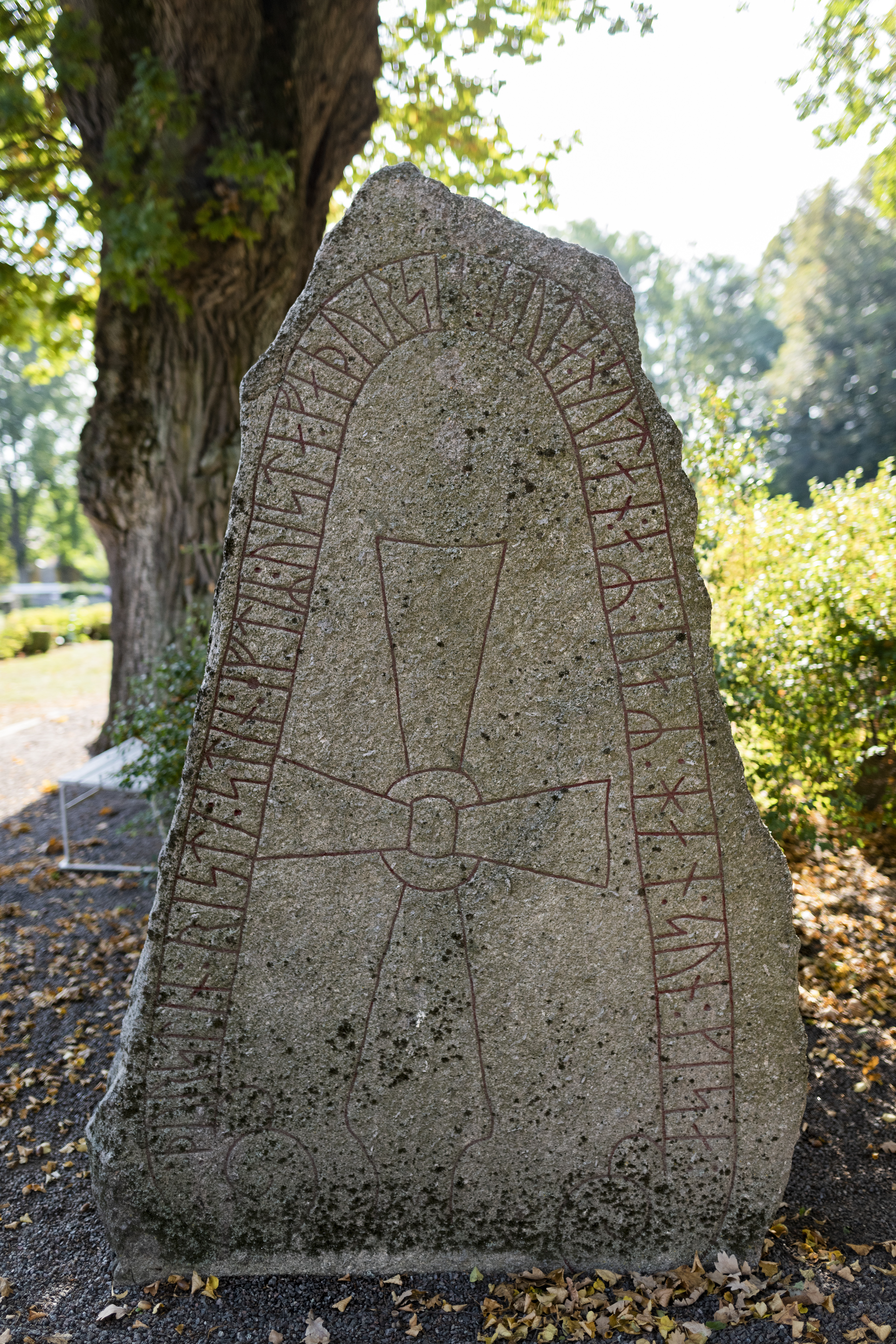
Ög 105 fotad september 2020